# لوسیتانیا (استان رومی)
لوسیتانیا (به لاتین: Lusitania) از استان‌های رومی در امپراتوری روم بود.این استان در سال ۲۷ پیش از میلاد و در شبه‌جزیره ایبری ایجاد شد.
این استان تقریباً تمامی خاک پرتغال در جنوب رود دورو، بخش خودمختار اکسترمادورا و بخش کوچکی از سالامانکا را در بر می‌گرفت.
نام این استان از نام لوسیتانیانی‌ها که از نیاهندواروپاییان بودند گرفته شده بود.مرکز این استان شهر امریتا آگوستا (مریدای کنونی) بود.